# 巴尔绍纽什
巴尔绍纽什，是匈牙利科马罗姆-埃斯泰尔戈姆州所辖的一个村。总面积16.87平方公里，总人口736，人口密度43.6人/平方公里（2011年1月1日）。